# Autobahn Fuxin–Jinzhou
Die Autobahn Fuxin–Jinzhou oder Fujin-Autobahn (chinesisch 阜锦高速公路, Pinyin Fùjǐn gāosù gōnglù, englisch Fujin Expressway), chin. Abk. G2512, ist eine regionale Autobahn in der Provinz Liaoning im Nordosten Chinas. Die 117 km lange Autobahn beginnt an der Autobahn G25 bei Fuxin und führt in südwestlicher Richtung über Qinghemen und Yixian nach Jinzhou, wo sie in die Autobahn G1/G16 mündet.